# 范嘉業
范嘉業（？年—？年），浙江省紹興府上虞縣人，清朝政治人物、进士出身。
康熙二十一年，登進士，授內閣中書。